# Acura TLX
Acura TLX — спортивный седан премиум-класса, производимый компанией American Honda Motor Co. (бренд Acura) с 2014 года. Впервые был представлен в качестве работы Лос-Анджелесской дизайн-студии Acura на Североамериканском международном автосалоне 2014 в Детройте, США.

## Первое поколение
Доступны два варианта силовой установки. Четырехцилиндровый двигатель DOHC i-VTEC объемом 2,4 литра с непосредственным впрыском предлагался только с передним приводом в паре с трансмиссией с двойным сцеплением и полным рулевым управлением (P-AWS). Код шасси этой модели — UB1. Трансмиссия с двойным сцеплением, разработанная Honda, является первой, в которой используется гидротрансформатор, который поглощает удары при переключении передач, тем самым снижая шум. Мощность двигателя составляет 206 л.с. (154 кВт; 209 л.с.) с оценкой EPA экономии топлива 24 миль на галлон США (9,8 л/100 км; 29 миль на галлон имп)/35 миль на галлон США (6,7 л/100 км; 42 миль на галлон/28 миль на галлон США (8,4 л/100 км; 34 миль на галлон имп) (город/шоссе/комбинированный цикл) по сравнению с 22 миль на галлон США (11 л/100 км; 26 миль на галлон)/31 миль на галлон —США (7,6 л/100 км; 37 миль на галлон имп)/26 миль на галлон США (9,0 л/100 км; 31 миль на галлон имп) (город/шоссе/комбинированный цикл) от предыдущего TSX. По оценкам Honda, шестицилиндровая модель на 1,5 секунды быстрее от 0 до 60 миль в час (от 0 до 97 км/ч).
3,5-литровый двигатель SOHC VTEC V-6 с непосредственным впрыском топлива и системой отключения цилиндров (VCM) сочетается с впервые использованной Honda 9-ступенчатой автоматической коробкой передач (от ZF), доступной либо с P-AWS, либо с полным приводом (SH). - полный привод). В системе SH-AWD используются гидравлические сцепления вместо электромагнитных пакетов сцепления, которые использовались в предыдущем TL, что значительно снижает вес, размер и стоимость. Мощность двигателя составляет 290 л.с. (216 кВт; 294 л.с.), а переднеприводные модели расходуют 21 миль на галлон США (11 л/100 км; 25 миль на галлон имп)/34 миль на галлон США (6,9 л/100 км; 41). миль на галлон)/25 миль на галлон США (9,4 л/100 км; 30 миль на галлон) (город/шоссе/комбинированный режим), в то время как полноприводные модели рассчитаны на расход 21 миль на галлон США (11 л/100 км; 25 миль на галлон). (имп)/31 миль на галлон США (7,6 л/100 км; 37 миль на галлон имп)/25 миль на галлон США (9,4 л/100 км; 30 миль на галлон имп). Коды моделей: UB2 для переднего привода и UB3 для SH-AWD, который входит в стандартную комплектацию «Технологического пакета». Модели TLX с двигателем V6 теряют почти 150 фунтов (68 кг) по сравнению с FWD TL и более 225 фунтов (102 кг) по сравнению с SH-AWD TL.
Общая длина по сравнению с предыдущим TL была уменьшена на 3,8 дюйма (97 мм), при этом колесная база осталась прежней. Как и в случае с девятое поколение Accord, TLX теряет переднюю подвеску на двойных поперечных рычагах, как у TSX и TL, в пользу стойки MacPherson, а также полностью алюминиевый передний подрамник TL в пользу более дешевого алюминия, сваренного трением. и стальная деталь.
Для существенного снижения внутреннего шума используются тройные уплотнители дверей, а также дополнительная звукоизоляция.

## Второе поколение (UB5/UB6/UB7; 2021 г.)
Основанный на дизайне концепта Type S, представленного в 2019 году, второе поколение TLX было запущено в цифровом формате 28 мая 2020 года, производство началось 28 августа, а продажи начались 28 сентября. Эта модель Type S оснащена новым 3,0-литровым двигателем DOHC с турбонаддувом. Двигатель V6 мощностью 355 лошадиных сил (265 кВт; 360 л.с.) и 354 фунт-футов (480 Нм; 49 кгм). крутящего момента; по сравнению с 272 лошадиными силами (203 кВт; 276 л.с.) A-Spec и крутящим моментом 280 фунт-фут (380 Нм; 39 кгм). Это знаменует собой возвращение варианта после десятилетнего перерыва, который должен был поступить в продажу 23 июня 2021 года. Без прямой замены снятого с производства RLX TLX станет флагманским седаном Acura, стоящим выше ILX/Integra. . Код модели четырехцилиндрового TLX — UB5 для переднего привода и UB6 для модели SH-AWD, а код модели Type S — UB7.
Построенный на собственной новой платформе, TLX использует переднюю подвеску на двойных поперечных рычагах с нижними рычагами из кованого алюминия, установленными на литых алюминиевых стойках амортизаторов и алюминиевом подрамнике. Чтобы повысить жесткость передней подвески, стальная трубчатая распорка соединяет стойки передних амортизаторов вместе, а две дополнительные стойки привязывают каждую стойку к капоту в треугольном расположении. В более высокие комплектации входит нижняя поперечная рулевая тяга переднего подрамника. Для дальнейшего снижения веса передние крылья сделаны из алюминия, а аккумулятор AGM перенесен назад для улучшения распределения веса.
В общей сложности 64 процента массы конструкции кузова составляют высокопрочная сталь (HSS) и алюминий, при этом сталь с давлением 1500 МПа составляет 10,1%. Для дальнейшего повышения жесткости кузова используется центральный туннель большего размера, усиленный по длине сталью марки 980 МПа. Цельная стальная штамповка задней перегородки повышает жесткость кузова без распорок заднего сиденья, которые использовались на предыдущих моделях TL, что позволяет сделать складывающийся багажник заднего сиденья. Треугольная распорка под днищем добавляется для жесткости задней подвески на моделях с полным приводом.
Система электрического сервопривода тормоза, аналогичная Acura NSX второго поколения, заменяет гидравлический тормоз, а в моделях Type S используются четырехпоршневые передние тормозные суппорты Brembo.
Новые опции включают в себя адаптивные амортизаторы, 10,5-дюймовый проекционный дисплей (HUD), аудиосистему с 17 динамиками и четырьмя потолочными динамиками, дерево с открытыми порами и передние сиденья из натуральной кожи с электроприводом по 16 направлениям и поясничной опорой в четырех направлениях. возможность регулировки, представленная на RDX третьего поколения.

## Серийная модель
Серийная версия Acura TLX была представлена на Нью-Йоркском международном автосалоне в апреле 2014 года, а продажи на территории США начались в августе того же года. Европейская и российская премьера спортивного седана состоялась осенью 2014 года на Московском международном автосалоне 2014. Продажи в России начались в октябре 2014 года.
Acura TLX предлагается в двух модификациях: С двигателем 2.4 DOHC i-VTEC мощностью 208 л.с. и крутящим моментом 247 Н•м работающим в паре с первой в мире 8-ступенчатой роботизированной коробкой передач (DCT) с гидротрансформатором. Переднеприводная версия Acura TLX оборудована усовершенствованной версией полноуправляемого шасси (Precision All-Wheel Steer (P-AWS)), которое поворачивает задние колёса на небольшие углы для повышения управляемости, устойчивости и точности маневрирования.
С двигателем 3.5 SOHC i-VTEC-VCM V6 мощностью 290 л.с. и крутящим моментом 355 Н•м. Топовая версия Acura TLX оснащается системой полного привода с интеллектуальным управлением Super Handling All-Wheel Drive (SH-AWD) и 9-ступенчатой автоматической трансмиссией.
В моделях TLX с двигателем 3.5 V6 используется электронный переключатель передач.
Все модели TLX оборудованы электронным стояночных тормозом с функцией автоматического удержания и системой динамической стабилизации (IDS) с четырьмя режимами работы: ECON, Normal, Sport и Sport+ , а для полноприводных версий TLX также доступна система «старт-стоп», которая позволяет повысить топливную эффективность двигателя V6. Также как и среднеразмерный кроссовер Acura MDX, TLX оборудован светодиодный головной оптикой Jewel Eye™.
Чтобы получить максимальный рейтинг за безопасность, Acura TLX оснащается последними версиями электронных помощников: система предотвращения схода с полосы (RDM), система предотвращения столкновения (CMBS), индикатор "слепых зон" (BSI), адаптивный круиз-контроль (ACC).

## Комплектации
Techno
2.4 АМТ 208л.с.
Advance
3.5 АТ 290л.с. 4х4